# 春風亭年枝
春風亭 年枝（しゅんぷうてい ねんし）は落語家の名跡。現在は空き名跡となっている。

## 初代
（1843年2月 - 1901年4月11日）本名は村岡 唯吉。享年59。
相州鎌倉村岡神社の宮司の子として生まれ、幼少のころに江戸に出て紺屋に丁稚奉公し、18歳の1860年ころに2代目七昇亭花山文の門に入り花玉の名で初舞台を踏んだ。その後初代五明楼玉輔の門で松橋、さらに3代目春風亭柳枝の門で年枝を名乗った。
芸は前座時代には前受けする手品を演じた、一時期地方巡業で手品を廻ったほどで初代帰天斎正一に手品の手ほどきをしたほどだという。真打昇進後は軽い小噺を演じた後『独俄阿呆陀羅経』を演じ人気を取った。または『丑の時参り』『陣屋鏡山』などの一人茶番なども演じた。それに『滑稽演説』と称し大太鼓のバチ2本を両脇の帯にさして、その上に大風呂敷を掛けテーブルに見立て、弁士に扮して笑わせるなど明治の時節に対応する感性を持っていた。また操り獅子、一人俄なども得意とした。
当代年枝、初代松柳亭鶴枝、柳亭朝枝（大池清八）と並んで『柳派の三枝』といわもてはやされた。
3代目柳家小さんの売り出すにつき、年枝が陰になり日向になって引き立てたという。小さんはその恩義を生涯忘れずに年枝に尽くしたという美談も残っている。
俗に「クシャㄑ年枝」や「御神酒徳利年枝」といわれ人気があった。
御神酒徳利を実践したのか徳利コレクターでもあり趣味人でもあった。
1901年4月1日死去。
当時の新聞記事は
柳派の古顔なる落語家春風亭年枝事下谷区徒土町二丁目村岡唯吉（五十五）は予て脚気病を患ひ居たるが再昨午前十時俄然心臓麻痺を起して死去したり･･･（『東京朝日新聞』明治三十四年四月十四日）
8代目林家正蔵（林家彦六）の新作落語「年枝の怪談」はこの初代がモデルとされる。

## 代外
- 代外春風亭年枝 - 後の式亭三馬。

## 2代目
（1867年6月13日 - 1931年10月6日）本名は篠原 亀吉。享年65。
最初は二代目古今亭今輔の門で今治で初高座。その後今作に改名、1849年11月に3代目柳家小さんの門で小三郎、1851年10月に柳家むじな、1854年に四代目春風亭柳枝の門でさん枝を経て明治30年代末に年枝を襲名。4代目柳枝一門の古株で番頭役を長年勤め若手の稽古台になった。
昭和六年十月六日に急死。
当時の新聞記事は
睦会に所属し、故人華柳の番頭役として、楽屋では後進連のお師匠番となってゐた春風亭年枝、六日脳溢血を起こして死去したり･･･（『都新聞』昭和六年十月十日）とある。